# Blatnica
Blatnica är en ort i Bosnien och Hercegovina. Den ligger i entiteten Federationen Bosnien och Hercegovina, i den södra delen av landet, 90 kilometer sydväst om huvudstaden Sarajevo. Blatnica ligger 286 meter över havet och antalet invånare är 1 004.
Terrängen runt Blatnica är kuperad åt nordost, men åt sydväst är den platt. Terrängen runt Blatnica sluttar söderut.Runt Blatnica är det ganska tätbefolkat, med 93 invånare per kvadratkilometer.. Närmaste större samhälle är Mostar, 14,7 kilometer nordost om Blatnica.
Trakten runt Blatnica består i huvudsak av gräsmarker.